# Komatsu, Ishikawa
Komatsu (japanska: 小松市?, Komatsu-shi) är en stad i Ishikawa prefektur i Japan. Staden fick stadsrättigheter 1940.
Företaget Komatsu, en stor tillverkare av anläggningsmaskiner, startade sin verksamhet i staden 1921.